# Felip Comabella i Guimet
Felip Comabella i Guimet   (Montargull, 13 de maig de 1841 - Barcelona, 9 de maig de 1901) va ser un farmacèutic català.

## Biografia
El 1885 va presentar productes desenvolupats per ell mateix a l'Exposició Universal d'Anvers (Bèlgica) i va obtenir una medalla d'or. El 1895 es va incorporar com a membre numerari a la Reial Acadèmia de Medicina i Cirurgia de Barcelona. També havia estat nomenat comanador i cavaller de la Reial Orde d'Isabel la Catòlica. Es va casar amb la Concepció Maluquer i Porta.
Va obrir una farmàcia al carrer del Carme, 23 de Barcelona, que va ser heretada pel seu fill, Joan Comabella i Maluquer, llicenciat en Ciències Biològiques i doctorat en Farmàcia el 1897. Aquest casà amb una altra Maluquer, Josefina Maluquer Anzizu, filla d'Eduard Maluquer i Tirrell, president de la Diputació de Barcelona (1886-1890), diputat a Corts i senador.